# Trận Ba Đầu (1128)
Trận Ba Đầu hay trận bến Ba Đầu diễn ra vào năm 1128 giữa Đại Việt và Đế quốc Khmer tại bến Ba Đầu, nay tại tỉnh Nghệ An, phía nam của Đại Việt. Đại Việt đã giành chiến thắng, nhưng Đế quốc Khmer đã quay trở lại tấn công vào ngày 8 tháng 8 năm 1128, với một đội quân Khmer khác.